# 阿夫拉戈拉
阿夫拉戈拉（義大利語：Afragola，那不勒斯语：Afravóla，阿夫拉戈拉方言：Afraóra）是意大利那不勒斯广域市的一个市镇。2014年，该市镇总人口为64470，其人口密度达到全国最高，即每平方公里3600人，是意大利百大城市之一。

## 交通
阿夫拉戈拉现阶段的大众运输系统为巴士、铁路和计程车等。阿夫拉戈拉的公共巴士由那不勒斯公交集团（CTP）营运，将巴士路线覆盖至邻近市镇如卡塞塔、那不勒斯等。
阿夫拉戈拉的铁路运输为高速铁路。2017年，由萨哈·哈帝和帕特里克·舒马赫联手设计的那不勒斯阿夫拉戈拉车站第一期工程已竣工，并于同年6月11日投入服务，连接了意大利北部和北欧的巴里和雷焦卡拉布里亚，是意大利南部重要的交通枢纽站之一，同时为四条高速城际线、三条区间线路和一条当地通勤线路提供服务。

## 罪案和社会问题
阿夫拉戈拉是克莫拉秘密组织最大的基地，由安娜·马扎领导。1999年和2005年，由于阿夫拉戈拉市镇理事会当中有成员效忠于克莫拉组织，分别被意大利时任总统宣布解散。
与其相近的市镇一样，阿夫拉戈拉遭受严重的环境污染和高失业率问题，当地的黑市交易亦普遍存在。

## 注脚
1. ↑  意大利的大城市即总人口达到63000以上的城市。